# Pycnonotus urostictus
El bulbul ojigualdo (Pycnonotus urostictus) es una especie de ave paseriforme de la familia Pycnonotidae endémica de Filipinas.

## Taxonomía
El bulbul ojigualdo fue descrito científicamente por el ornitólogo italiano Tommaso Salvadori en 1870. 
Se reconocen cinco subespecies:
- P. u. ilokensis - Rand y Rabor, 1967: se encuentra en el norte de Luzón;
- P. u. urostictus - (Salvadori, 1870): está presente en el centro y sur de Luzón, Catanduanes e isla Polillo;
- P. u. atricaudatus - Parkes, 1967: se extiende por las islas de Samar, Biliran, Leyte, Bohol, Negros y Panaón;
- P. u. philippensis - (Hachisuka, 1934): ocupa Dinagat, Siargao, Bucas Grande y Mindanao (salvo la península de Zamboanga);
- P. u. basilanicus - (Steere, 1890): se localiza en la península de  Zamboanga (en el oeste de Mindanao) y Basilán. Originalmente se describió como una especie separada.